# Okres Svidník
Der Okres Svidník ist eine Verwaltungseinheit im Nordosten der Slowakei mit 32.800 Einwohnern (Stand 31. Dezember 2017) und einer Fläche von 550 km².
Historisch gesehen liegt der Bezirk vollständig im ehemaligen Komitat Sáros.

## Bevölkerung
| Jahr                | 1994   | 2004    | 2014    | 2024    |
| ------------------- | ------ | ------- | ------- | ------- |
| Anzahl der Personen | 32.982 | 33.399  | 32.997  | 31.041  |
| Unterschied         |        | +1,26 % | −1,20 % | −5,92 % |

| Jahr                | 2023   | 2024    |
| ------------------- | ------ | ------- |
| Anzahl der Personen | 31.183 | 31.041  |
| Unterschied         |        | −0,45 % |

## Städte
- Giraltovce
- Svidník

## Gemeinden
- Belejovce
- Beňadikovce
- Bodružal
- Cernina
- Cigla
- Dlhoňa
- Dobroslava
- Dubová
- Dukovce
- Fijaš
- Havranec
- Hrabovčík
- Hunkovce
- Jurkova Voľa
- Kalnište (Kalnischt)
- Kapišová
- Kečkovce
- Kobylnice
- Korejovce
- Kračúnovce
- Krajná Bystrá
- Krajná Poľana
- Krajná Porúbka
- Krajné Čierno
- Kružlová
- Kuková
- Kurimka
- Ladomirová
- Lúčka
- Lužany pri Topli
- Matovce
- Medvedie
- Mestisko
- Mičakovce
- Miroľa
- Mlynárovce
- Nižná Jedľová
- Nižná Pisaná
- Nižný Komárnik
- Nižný Mirošov
- Nižný Orlík
- Nová Polianka
- Okrúhle
- Príkra
- Pstriná
- Radoma
- Rakovčík (Krebsseifen)
- Rovné
- Roztoky (Röstchen)
- Soboš
- Stročín
- Svidnička
- Šarbov
- Šarišský Štiavnik
- Šemetkovce
- Štefurov
- Vagrinec
- Valkovce
- Vápeník
- Vyšná Jedľová
- Vyšná Pisaná
- Vyšný Komárnik
- Vyšný Mirošov
- Vyšný Orlík
- Železník
- Želmanovce

Das Bezirksamt ist in Svidník, eine Zweigstelle in Giraltovce.

## Kultur
In dem Artikel Denkmalgeschützte Objekte im Okres Svidník findet man Informationen über die vom slowakischen Denkmalamt geschützten Objekte im Okres.